# Märkische Straßenbahn
Die Märkische Straßenbahn war ein kommunales Nahverkehrs-Unternehmen, das zwischen 1899 und 1912 im östlichen Ruhrgebiet ein meterspuriges elektrifiziertes Straßenbahnnetz betrieb. Das Netz erreichte in dieser Zeit neben Witten die heutigen Wittener Stadtteile Annen, Bommern und Crengeldanz, die heutigen Bochumer Stadtteile Laer, Ümmingen, Werne und Langendreer, den heutigen Dortmunder Stadtteil Lütgendortmund und den heutigen Stadtteil Castrop von Castrop-Rauxel. Die Strecken verliefen überwiegend in Seitenlage der Straßen und eingleisig mit Ausweichen.

## Geschichte
Vertreter der Gemeinden Annen, Bommern, Langendreer, Werne und Witten trafen sich am 12. Juli 1895, um gemeinsam über den Bau einer elektrischen Straßenbahn zu verhandeln. Im Zuge dieser Verhandlungen wurden folgende Linien beschlossen:
| Strecke                                                    |
| Bommern – Witten – Langendreer – Lütgendortmund – Castrop  |
| Langendreer – Ümmingen                                     |
| Langendreer Bahnhof-Süd – Werne – Lütgendortmund – Castrop |
| Witten-West – Annen-Süd – Rüdinghausen                     |

Am 3. November 1896 gründete man gemeinsam die Gesellschaft Märkische Straßenbahn. Auf eine Ausschreibung hin wurde der günstigste Anbieter, das Unternehmen Kummer & Co. in Niedersedlitz, mit dem Bau und dem Betrieb der Straßenbahn beauftragt. Der Bau des Betriebshofs in Crengeldanz und der Werkstatt in Lütgendortmund begann am 10. Januar 1898. Die erste Konzession wurde bereits am 22. September 1898 vergeben. Allerdings wurde erst am 12. bzw. am 31. Dezember 1898 von den Gemeinden mit dem Unternehmen ein Vertrag über 15 Jahre geschlossen. Damit verpflichtete sich Kummer & Co., 108.000 Mark Pacht zu zahlen und den Gemeinden die Hälfte des Gewinns zu überlassen.
In den kommenden Jahren wurden die folgenden Strecken in Betrieb genommen:
| Eröffnungsdatum   | Strecke                                                               |
| 4. Januar 1899    | Witten Markt – Bhf. Witten-Nord – Bhf. Annen-Nord – Bhf. Annen-Süd    |
| 5. Januar 1899    | Bhf. Langendreer-Nord – Bommern Bahnhof                               |
| 11. Januar 1899   | Langendreer Denkmal – Ümmingen                                        |
| 9. Mai 1899       | Bommern Bahnhof – Bommern Denkmal                                     |
| 12. August 1900   | Bhf. Langendreer-Süd – Werne Amt – Werne Ewald – Lütgendortmund Markt |
| 6. September 1900 | Bhf. Langendreer-Nord – Lütgendortmund – Kranefeld (Merklinde)        |
| 25. August 1901   | Kranefeld (Merklinde) – Castrop                                       |
| 21. Dezember 1901 | Ümmingen – Laer                                                       |
| 26. Oktober 1902  | Witten Bahnhofstraße – Bhf. Witten-West (heute Hbf)                   |
| 11. Dezember 1902 | Lütgendortmund Markt – Lütgendortmund Bahnhof                         |

Am 24. November 1899 war die Gemeinde Werne und am 8. Februar 1901 die Gemeinde Lütgendortmund der Gesellschaft Märkische Straßenbahn beigetreten. Kurz danach, am 15. Juni 1901, musste allerdings Kummer & Co. Konkurs anmelden. Um den Betrieb aufrechtzuerhalten, übernahm der Landkreis Dortmund die nördlichen und östlichen Strecken und der Landkreis Bochum die südliche und westlichen. Am 1. Oktober 1901 jedoch übernahmen die an der Gesellschaft beteiligten Gemeinden den gesamten Betrieb in Eigenregie.
Das Netz der Märkischen Straßenbahn verlief bis dahin in dem ländlichen Raum zwischen den beiden aufstrebenden Städten Bochum und Dortmund. Da das Netz sehr groß und die Bevölkerungsdichte relativ gering war, konnte das Fahrgastaufkommen die Kosten nicht decken. Außerdem mangelte es den Gemeinden am erforderlichen Kapital. Als im Jahr 1912 der gesamte Betrieb heruntergewirtschaftet war, ging Anfang 1912 die Märkische Straßenbahn in der benachbarten Bochum-Castroper Straßenbahn auf, die ihrerseits am 15. Mai 1912 in Westfälische Straßenbahn umbenannt wurde. Die Märkische Straßenbahn wurde liquidiert.

## Streckenführung
Die die einzelnen Strecken lassen sich gut auf historischen Landkarten verfolgen, zum Beispiel auf den Messtischblättern „Witten“, „Bochum“, „Dortmund“ und „Herne“. Sofern abweichend werden hier zur einfacheren Verfolgung die heutigen Straßennamen verwendet.
Bommern Denkmal – Witten Markt – Langendreer Denkmal – Bhf. Langendreer Nord – Lütgendortmund – Kranefeld / Merklinde – Castrop
Streckenbeginn am Germania-Denkmal Bommern (an der Straßengabelung Elberfelder Straße / Wengernstraße) – Bodenborn – Ruhrmannstraße (damaliger Bahnhof Bommern) – Ruhrbrücke – Ruhrstraße – Witten Markt – Hauptstraße – Augustastraße – Breite Straße – Crengeldanzstraße. Am Crengeldanz Trennung von der Strecke der Bochum-Gelsenkirchener Straßenbahnen über Kaltehard – Laer nach Bochum. Die Märkische Straßenbahn weiter über Hörder Straße – Langendreerstraße – Hauptstraße – Langendreer Markt / Kriegerdenkmal – Bahnhof Langendreer Nord (anders als beim heutigen Bahnhof Langendreer mit Haltestelle und Zugang an der Nordseite der Bahnanlagen. Das alte Empfangsgebäude ist heute das Kulturzentrum Bahnhof-Langendreer) – Provinzialstraße – Werkstatt / Depot Lütgendortmund (auf Höhe Werner Straße) – Provinzialstraße – Kranefeld / Merklinde (ehemaliger Gasthof, Wittener Straße 347, Ecke Gerther Straße) – Wittener Straße – Am Markt – Münsterstraße – Bahnhof Castrop (heute Castrop-Rauxel Süd)
Langendreer Denkmal – Bahnhof Langendreer Süd – Ümmingen – Laer
Streckenbeginn am Denkmal (Langendreer Markt) über die Alte Bahnhofstraße zum damaligen Bahnhof Langendreer Süd (heute in fast gleicher Lage S-Bahn-Haltepunkt Langendreer West, Am Uhlenwinkel) – Ümminger Straße – Ortsdurchfahrt Ümmingen auf nicht mehr vorhandenen Sträßchen – Wittener Straße – Alte Wittener Straße – Laer.
Bahnhof Langendreer Süd – Werne Amt – Werne Ewald – Werkstatt / Depot Lütgendortmund – Markt Lütgendortmund – Lütgendortmund Bahnhof
Streckenbeginn Am Uhlenwinkel / Bahnhof Langendreer Süd (s. o.) – Bahnunterführung Gasstraße – Heinrich-Gustav-Straße – Kreyenfeldstraße – Amtshaus Werne – Kreyenfeldstraße – Werner Hellweg – Werne Ewald (benannt nach einem Gasthof, Werner Hellweg Nr. 543). Kurioses Detail: 200 m westlich, Hausnummer 531, lag ohne Gleisverbindung die Endhaltestelle Werne Berg (ebenfalls ein Gasthof) der konkurrierenden Bochum-Gelsenkirchener Straßenbahnen, die vom Amt Werne ausgehend einen getrennten Linienweg zum Werner Hellweg nahm: von Bochum (Bongardstraße) und Laer, die von-Waldhausen-Straße und die Wittekindstraße zum Amt Werne, über Zur Werner Heide zum Werner Hellweg. Die Märkische Straßenbahn weiter auf dem Werner Hellweg – Werkstatt / Depot Lütgendortmund (auf Höhe Werner Straße / Provinzialstraße) – Werner Straße – Lütgendortmund Markt – Limbecker Straße – Lütgendortmunder Straße – Lütgendortmunder Hellweg – Bahnhof Lütgendortmund (heute S-Bahn-Haltepunkt Dortmund-Germania). Das damalige Empfangsgebäude und der Bahnhofsvorplatz mit der Endhaltestelle lagen zwischen den beiden parallel in Ost-West-Richtung laufenden Bahnstrecken, mit Zugang vom Lütgendortmunder Hellweg nach Unterquerung der nördlichen Bahnstrecke. Später (ab 1. Januar 1912) benutzte auch die Elektrische Straßenbahn des Landkreises Dortmund den Bahnhofsvorplatz als Endhaltestelle ihrer normalspurigen Strecke Dortmund – Dorstfeld – Marten – Lütgendortmund Bhf.
Bahnhof Witten West – Witten Markt – Bahnhof Witten Nord – Bahnhof Annen Nord – Bahnhof Annen Süd (– Rüdinghausen)
Streckenbeginn am Vorplatz des Bahnhofs Witten West (so hieß damals der heutige Wittener Hauptbahnhof) – Bergerstraße – Bahnhofstraße – Witten Markt – Johannisstraße – Pferdebachstraße – Bahnhof Witten Ost (an der stillgelegten Rheinischen Bahn) – Diakonissenstraße – Rheinische Straße – Dortmunder Straße – Wittener Bruch – Westfalenstraße – Erlenstraße – Annenstraße – Bahnhof Annen Nord – Bebelstraße – Kreisstraße – Bahnhof Annen Süd (an der stillgelegten Rheinischen Bahn). Die ursprünglich vorgesehene Verlängerung nach Rüdinghausen wurde nie verwirklicht. Annen und Rüdinghausen gehörten damals zum Landkreis Hörde. Auch in Hörde gab es Bestrebungen zu einer Verbindungsstrecke vom damaligen Endpunkt der ebenfalls meterspurigen Hörder Kreisbahn am Amtshaus Hombruch nach Annen über Kruckel und Rüdinghausen. Spätestens, als 1929 Annen und Rüdinghausen nicht wie der größte Teil des Landkreises Hörde nach Dortmund, sondern nach Witten eingemeindet wurden, waren alle diese Pläne vom Tisch.
Bahnhof Langendreer Nord – Werne Amt
Die Märkische Straßenbahn hatte diese Strecke zwar noch geplant und ihren Bau begonnen, in Betrieb ging sie aber erst im November 1913 unter Regie der Westfälischen Straßenbahn. Streckenverlauf: Bahnhofsvorplatz Langendreer Nord – Wallbaumweg – Am Heerbusch – Werne Amt.

## Streckenlängen, Fahrzeiten und Fahrplantakt (Beispiele)
Laer – Ümmingen – Bahnhof Langendreer Süd: 2,0 km / 12 min / alle 30 min
Langendreer Denkmal – Bahnhof Langendreer Süd – Werne Amt – Werne Ewald: 4,5 km / 27 min / alle 10 min
Werne Ewald – Lütgendortmund Depot – Lütgendortmund Markt – Bahnhof Lütgendortmund: 3,7 km / 26 min / alle 20 min
Bahnhof Bommern – Langendreer Denkmal – Bahnhof Langendreer Nord: 7,6 km / 47 min / 10 min
Bahnhof Langendreer Nord – Lütgendortmund Depot / Castrop: 7,9 km / 47 min / alle 10 min